# ATF Dingo
ATF Dingo – niemiecki opancerzony pojazd wojskowy, zbudowany na podwoziu Unimoga, produkowany przez przedsiębiorstwo Krauss-Maffei Wegmann. Pojazd zapewnia ochronę przed wybuchem min lądowych, ogniem broni strzeleckiej, odłamkami artyleryjskimi oraz zagrożeniami ABC.